# Est (Burkina Faso)
Est is een van de bestuurlijke regio's van Burkina Faso en beslaat het zuidoostelijke deel van dat land. De regio heeft een oppervlakte van ruim 46.000 vierkante kilometer en er wonen ruim 1,9 miljoen mensen. De grootste bevolkingsgroepen zijn de Mossi en de Fulbe. De regiohoofdstad is Fada N’gourma.

## Geografie
Est grenst in het noorden aan de regio Sahel en in het westen aan Centre-Nord in het noorden en Centre-Est in het zuiden. In het noordoosten grenst Est aan buurland Niger en in het zuidoosten aan buurland Benin. In de regio Est bevinden zich het Nationaal Park Arli en het Nationaal Park W. In de regio wordt ook aan mijnbouw gedaan, onder meer naar goud en koper.

## Geschiedenis
Est was een van de oorspronkelijke departementen die Opper-Volta had toen het in 1960 onafhankelijk werd van Frankrijk. De andere waren Centre, Hauts-Bassins en Volta-Noire. Op 7 juni 1974 werd de regio Centre-Est ervan afgesplitst. Est bleef over met 49.992 vierkante kilometer en 407.215 inwoners (december 1975).

## Bevolking
Est had op 16 november 2019 ongeveer 1.942.805 inwoners, hetgeen een stijging van 64% is ten opzichte van 1.181.332 inwoners volgens de preliminaire censusresultaten van 2006. De dichtstbevolkte provincies zijn Gnagna en Tapoa - beide provincies hadden meer dan 600.000 inwoners in 2019.
| 626.173 | 853.706 | 1.212.284 | 1.942.805 |

Est heeft het hoogste vruchtbaarheidscijfer in Burkina Faso. Volgens een onderzoek van het 'Demographic and Health Surveys'-programma kreeg een vrouw in Est in 2013 gemiddeld 7,5 kinderen gedurende haar vruchtbare periode, wat ongeveer 36% hoger is dan het landelijke gemiddelde van 5,5 kinderen per vrouw.
De urbanisatiegraad in Est was laag. In 2019 woonden er slechts 138.907 personen in steden, waarmee de urbanisatiegraad uitkwam op 7,1%. De resterende 1.803.898 inwoners woonden op het platteland (92,9% van de bevolking).
De bevolking van Est was in 2019 nog betrekkelijk jong - de jongste van Burkina Faso. Kinderen tussen 0-14 jaar vormden met 988.379 personen 50,9% van de bevolking, gevolgd door 904.040 personen tussen 15-64 jaar (46,4%) en 50.386 65-plussers (2,6%). De mediane leeftijd van de bevolking was ongeveer 14,5 jaar.

## Provincies
Est heeft vijf provincies:
- Gnagna
- Gourma
- Komondjari
- Kompienga
- Tapoa

Deze zijn op hun beurt verder onderverdeeld in 23 departementen.
Boucle du Mouhoun · Cascades · Centre · Centre-Est · Centre-Nord · Centre-Ouest · Centre-Sud · Est · Hauts-Bassins · Nord · Plateau-Central · Sahel · Sud-Ouest